# Elecciones generales de Bélgica de 1831
Las elecciones generales de Bélgica de 1831 se celebraron el 29 de agosto de ese año. Se trataron de las primeras elecciones al recién creado Parlamento de Bélgica, fundado por la constitución adoptada en febrero de 1831.
En el Senado, los católicos obtuvieron 31 escaños, frente a 4 de los liberales. La participación electoral fue del 62,2% , aunque se debe tener en cuenta que solo 46.000 personas, 1,1% de la población del país, era elegible para votar.
El 8 de septiembre de 1831, el rey Leopoldo I inauguró la primera sesión parlamentaria del legislativo belga.

## Sistema electoral
El sistema electoral fue el adoptado en la constitución de 1831 y por la constitución del 3 de marzo de 1831. Se eligieron los 102 miembros de la Cámara de Representantes y 51 senadores por medio de mayoría absoluta en 44 distritos electorales.Cada distrito eligió entre uno y siete representantes y uno y tres senadores; algunos fueron elegidos en distritos conjuntos. 
Solo eran elegibles para votar los hombres mayores de 25 años que tuvieran la nacionalidad Belga por nacimiento y que pagaran un censo fijado por la ley; este censo tenía distinto valor según el sitio de residencia. 

### Circunscripciones
Así fue como se distribuyó entre los 44 distritos la elección de los 102 Representantes y los 51 Senadores:
| Provincia                                                         | Constitución  | Representantes | Senadores |
| ----------------------------------------------------------------- | ------------- | -------------- | --------- |
| Provincia de Amberes - 9 Representantes - 4 Senadores             | Antwerp       | 4              | 2         |
| Provincia de Amberes - 9 Representantes - 4 Senadores             | Mechelen      | 3              | 1         |
| Provincia de Amberes - 9 Representantes - 4 Senadores             | Turnhout      | 2              | 1         |
| Provincia de Brabante - 14 Representantes - 7 Senadores           | Brussels      | 7              | 3.5       |
| Provincia de Brabante - 14 Representantes - 7 Senadores           | Nivelles      | 3              | 1.5       |
| Provincia de Brabante - 14 Representantes - 7 Senadores           | Leuven        | 4              | 2         |
| Provincia de Flandes Occidental - 15 Representantes - 8 Senadores | Bruges        | 3              | 1         |
| Provincia de Flandes Occidental - 15 Representantes - 8 Senadores | Ypres         | 2              | 1.5       |
| Provincia de Flandes Occidental - 15 Representantes - 8 Senadores | Kortrijk      | 3              | 2         |
| Provincia de Flandes Occidental - 15 Representantes - 8 Senadores | Tielt         | 2              | 1         |
| Provincia de Flandes Occidental - 15 Representantes - 8 Senadores | Roeselare     | 2              | 1         |
| Provincia de Flandes Occidental - 15 Representantes - 8 Senadores | Veurne        | 1              | 1.5       |
| Provincia de Flandes Occidental - 15 Representantes - 8 Senadores | Ostend        | 1              | 1.5       |
| Provincia de Flandes Occidental - 15 Representantes - 8 Senadores | Diksmuide     | 1              | 1.5       |
| Provincia de Flandes Oriental - 18 Representantes - 9 Senadores   | Ghent         | 6              | 3         |
| Provincia de Flandes Oriental - 18 Representantes - 9 Senadores   | Aalst         | 3              | 2         |
| Provincia de Flandes Oriental - 18 Representantes - 9 Senadores   | Sint-Niklaas  | 3              | 1         |
| Provincia de Flandes Oriental - 18 Representantes - 9 Senadores   | Oudenaarde    | 3              | 1         |
| Provincia de Flandes Oriental - 18 Representantes - 9 Senadores   | Dendermonde   | 2              | 1         |
| Provincia de Flandes Oriental - 18 Representantes - 9 Senadores   | Eeklo         | 1              | 1         |
| Provincia de Henao - 15 Representantes - 7 Senadores              | Mons          | 3              | 1.5       |
| Provincia de Henao - 15 Representantes - 7 Senadores              | Tournai       | 4              | 1.5       |
| Provincia de Henao - 15 Representantes - 7 Senadores              | Charleroi     | 2.5            | 1         |
| Provincia de Henao - 15 Representantes - 7 Senadores              | Thuin         | 1.5            | 1         |
| Provincia de Henao - 15 Representantes - 7 Senadores              | Soignies      | 2              | 1         |
| Provincia de Henao - 15 Representantes - 7 Senadores              | Ath           | 2              | 1         |
| Provincia de Lieja - 9 Representantes - 5 Senadores               | Liège         | 4.5            | 2         |
| Provincia de Lieja - 9 Representantes - 5 Senadores               | Huy           | 1.5            | 1         |
| Provincia de Lieja - 9 Representantes - 5 Senadores               | Verviers      | 2              | 1         |
| Provincia de Lieja - 9 Representantes - 5 Senadores               | Waremme       | 1              | 1         |
| Provincia de Limburgo - 9 Representantes - 4 Senadores            | Maastricht    | 3.5            | 2         |
| Provincia de Limburgo - 9 Representantes - 4 Senadores            | Hasselt       | 2.5            | 1         |
| Provincia de Limburgo - 9 Representantes - 4 Senadores            | Roermond      | 3              | 1         |
| Provincia de Luxemburgo - 8 Representantes - 4 Senadores          | Bastogne      | 1              | 1.5       |
| Provincia de Luxemburgo - 8 Representantes - 4 Senadores          | Marche        | 1              | 1.5       |
| Provincia de Luxemburgo - 8 Representantes - 4 Senadores          | Neufchâteau   | 1              | 1.5       |
| Provincia de Luxemburgo - 8 Representantes - 4 Senadores          | Virton        | 1              | 1.5       |
| Provincia de Luxemburgo - 8 Representantes - 4 Senadores          | Diekirch      | 1              | 1.5       |
| Provincia de Luxemburgo - 8 Representantes - 4 Senadores          | Grevenmacher  | 1              | 1.5       |
| Provincia de Luxemburgo - 8 Representantes - 4 Senadores          | Arlon         | 1              | 1.5       |
| Provincia de Luxemburgo - 8 Representantes - 4 Senadores          | Luxembourg    | 1              | 1         |
| Provincia de Namur - 5 Representantes - 3 Senadores               | Namur         | 3              | 1.5       |
| Provincia de Namur - 5 Representantes - 3 Senadores               | Philippeville | 1              | 0.5       |
| Provincia de Namur - 5 Representantes - 3 Senadores               | Dinant        | 1              | 1         |

## Resultados

### Senado
| Partido            | Votos | % | Escaños |
| ------------------ | ----- | - | ------- |
| Católicos          |       |   | 31      |
| Liberales          |       |   | 4       |
| Independientes     |       |   | 16      |
| Total              |       |   | 51      |
| Sternberger y col. |       |   |         |

### Cámara de Representantes
| Partido            | Votos | % | Escaños |
| ------------------ | ----- | - | ------- |
| Liberales          |       |   | 49      |
| Católicos          |       |   | 53      |
| Total              |       |   | 102     |
| Sternberger y col. |       |   |         |